# Merry Christmas (canción)
«Merry Christmas» es una canción de los cantautores británicos Ed Sheeran y Elton John. Se lanzó a través de Asylum y Atlantic Records como sencillo el 3 de diciembre de 2021. La canción aparece en las ediciones navideñas  del quinto álbum de estudio de Sheeran =, y el trigésimo segundo álbum de estudio de John, El Lockdown Sessions. Los dos artistas escribieron la canción junto a su productor, Steve Mac.  La canción debutó en el primer puesto del UK Singles Charts durante la semana del 10 de diciembre de 2021, siendo el duodécimo número uno de Sheeran  y el noveno número uno de John en el país. También alcanzó el primer puesto las listas de Irlanda, Países Bajos y Suiza.

## Antecedentes y promoción
«Merry Christmas» es  primera canción de Navidad de Sheeran, y el segundo sencillo navideño de John, el primero fue «Step into Christmas» lanzado en 1973,  anteriormente en 2016 Sheeran había  coescrito la canción de Navidad When Christmas Comes Around» del cantante inglés Matt Terry. En una entrevista con NPO Radio el 2 de octubre de 2021, Sheeran reveló que John le preguntó si quería hacer una canción con él en 2020 con temática navideña. También recordó que escribió el coro de la canción el mismo día que John le había preguntado.
El 29 de noviembre de 2021, Sheeran y John anunciaron la colaboración y su fecha de lanzamiento. También declararon que todas las ganancias de la canción en el Reino Unido irán hacia las fundaciones de Sheeran Suffolk Music Foundation de Sheeran y a la AIDS Foundation de John. En noviembre de 2021, aparecieron en The Tonight Show Starring Jimmy Fallon, Sheeran reveló que cuando se quedó con John después de escribir el coro de la canción, también habían escrito otras dos canciones navideñas.

## Rendimiento comercial
La canción debutó en el número uno el 10 de diciembre de 2021, desbancando a «Easy on Me» de Adele que permaneció ahí 7 semanas consecutivas. La canción permaneció dos semanas en el uno, además de ser el segundo número uno navideño de año, para luego bajar por «Sausage Rolls for Everyone» de LadBaby, que es una parodia de esta canción en la cual también participan Sheeran y John. Como resultado, 2021 se convierte en el primer año que las primeras dos posiciones son ocupadas por la misma canción en distintas versiones.

## «Sausage Rolls for Everyone»
En diciembre de 2021, los blogueros que conforman LadBaby se juntaron con Sheeran y John a grabar y a lanzar una versión de comedia de «Merry Christmas» llamada «Sausage Rolls for Everyone» el 17 de diciembre de 2021. El dinero generado por la canción iría al "The Trussell Trust".
La canción se hizo con el número uno el 24 de diciembre de 2021, superando a Gayle, Mariah Carey, Wham!, y Ed Sheeran & Elton John en la semana navideña. Como resultado, Ed Sheeran y Elton John comparten dos números uno navideños.

## Video musical
El vídeo oficial se estrenó en el canal oficial de Sheeran el 3 de diciembre de 2021. En el video se recrea una escena de la comedia romántica Love Actually, a su vez, se ve a Sheeran y John haciéndole homenaje a escenas de éxitos del pasado con temática navideña, incluyendo «Last Christmas», "Walking in the Air", "I Wish It Could Be Christmas Everyday", "Merry Christmas Everyone" , and "Stay Another Day". Varias personas hicieron un cameo en el vídeo como Jonathan Ross, Michael McIntyre, Big Narstie, Mr. Blobby y The Darkness.

## Posicionamiento en las listas
| Listas (2021)                             | Posición |
| ----------------------------------------- | -------- |
| Australia (ARIA)                          | 16       |
| Austria (Ö3 Austria Top 40)               | 5        |
| Bélgica (Flandes) (Ultratop 50)           | 4        |
| Bélgica (Valonia) (Ultratop 50)           | 16       |
| Canadá (Canadian Hot 100)                 | 16       |
| CIS (TopHit Airplay)                      | 57       |
| República Checa (Rádio Top 100)           | 21       |
| República Checa (Singles Digitál Top 100) | 42       |
| Dinamarca (Tracklisten)                   | 12       |
| Finlandia (OFC)                           | 14       |
| Francia (SNEP)                            | 60       |
| Alemania (Offizielle Deutsche Charts)     | 4        |
| Global 200 (Billboard)                    | 15       |
| Hungría (Rádiós Top 40)                   | 24       |
| Hungría (Single Top 40)                   | 2        |
| Hungría (Stream Top 40)                   | 22       |
| Irlanda (IRMA)                            | 1        |
| Japón Hot Overseas (Billboard Japan)      | 4        |
| Líbano (EHR)                              | 16       |
| Lituania (AGATA)                          | 24       |
| Mexico Airplay (Billboard)                | 24       |
| Países Bajos (Dutch Top 40)               | 1        |
| Países Bajos (Mega Single Top 100)        | 11       |
| Nueva Zelanda (Recorded Music NZ)         | 19       |
| Noruega (VG-lista)                        | 10       |
| Polonia (Polish Airplay Top 100)          | 24       |
| Eslovaquia (Rádio Top 100)                | 24       |
| Eslovaquia (Singles Digitál Top 100)      | 35       |
| Corea del Sur (Gaon)                      | 127      |
| Suecia (Sverigetopplistan)                | 4        |
| Suiza (Schweizer Hitparade)               | 1        |
| Reino Unido (UK Singles Chart)            | 1        |
| Ucrania (Tophit)                          | 37       |
| Estados Unidos (Billboard Hot 100)        | 55       |
| Estados Unidos (Adult Contemporary)       | 1        |
| Estados Unidos (Adult Top 40)             | 25       |
| Estados Unidos Holiday 100 (Billboard)    | 38       |
| Estados Unidos (Mainstream Top 40)        | 36       |